# Eloria subnuda
Eloria subnuda är en fjärilsart som beskrevs av Walker 1855. Eloria subnuda ingår i släktet Eloria och familjen tofsspinnare. Inga underarter finns listade i Catalogue of Life.